# Anthony Okonkwo Gbuji
Anthony Okonkwo Gbuji (ur. 29 października 1931 w Ubulu-Uku) – nigeryjski duchowny rzymskokatolicki, w latach 1973-2009 biskup Enugu.

## Życiorys
Święcenia kapłańskie przyjął 23 listopada 1958. 5 lipca 1973 został prekonizowany biskupem Issele-Uku. Sakrę biskupią otrzymał 30 września 1973. 8 listopada 1996 został mianowany biskupem Enugu. 9 lutego 2009 przeszedł na emeryturę. 31 maja 2010 objął urząd administratora apostolskiego Benin City, pozostał nim do 18 marca 2011.